# عصفور (ولاية الطارف)
عصفور هي بلدية جزائرية تقع في دائرة البسباس بولاية الطارف، في الشرق الجزائري قرب الحدود الجزائرية التونسية. تشتهر بطبيعتها الفلاحية والغابية، ويغلب على سكانها الطابع الريفي والفلاحي.

## الجغرافيا
تقع بلدية عصفور في منطقة جبلية ذات غطاء نباتي كثيف، وتطل على مساحات فلاحية شاسعة. يحدها من الشرق بلدية الشافية، ومن الغرب بلدية البسباس، ومن الشمال البحر الأبيض المتوسط، ومن الجنوب مناطق جبالية ذات كثافة غابية وهضابية تابعة للولاية.

## السكان
يقدر عدد سكان بلدية عصفور بحوالي 16,000 نسمة (تقديري)، يقطنون وسط البلدية و أحياء ريفية موزعة في محيط طبيعي شبه جبلي. وتُعرف المنطقة بترابطها الاجتماعي وقوة العائلات التقليدية.

## العائلات والعروش
من بين أقدم العائلات التي استوطنت بلدية عصفور، تبرز عائلة هادف، وهي عائلة معروفة تاريخيًا بامتلاكها لأراضٍ زراعية واسعة ورثتها عن أجدادها الأوائل. ساهمت هذه العائلة في تنشيط الفلاحة، خاصة زراعة الحبوب والخضروات، وتُعد من أبرز العائلات الفاعلة اقتصاديًا واجتماعيًا في المنطقة.
كما توجد عائلات أخرى عريقة مثل: بوغابة، معيز، وبن عيسى، و بومدين، والتي ساهمت بدورها في التاريخ الاجتماعي والاقتصادي للمنطقة.

## التاريخ
خلال الحقبة الاستعمارية الفرنسية، كانت عصفور تُعرف باسم "مرداس"، وكانت تعتبر منطقة استراتيجية لنشاط المقاومة الجزائرية. من أبرز المجاهدين:
- مجيد بوغابة المعروف بـ "بوعباد"، والذي شارك في إسقاط طائرات فرنسية بجبل بوعباد.
- معيز حسان، من شهداء الثورة التحريرية.

## الاقتصاد
تعتمد بلدية عصفور على النشاط الفلاحي كركيزة أساسية في اقتصادها المحلي. وتشتهر بزراعة الحبوب والخضروات وتربية المواشي، إلى جانب استغلال الغابات في إنتاج الفلين والخشب.

### الحمضيات
تُعتبر بلدية عصفور من المناطق الرائدة في إنتاج الحمضيات بولاية الطارف، خاصة البرتقال بأنواعه. وقد ساهمت الظروف المناخية الملائمة وتوسيع المساحات المغروسة في تحقيق وفرة قياسية في الإنتاج. ففي موسم 2023-2024، تم جني أكثر من 500 ألف قنطار من الحمضيات على مستوى الولاية، بمعدل 237 قنطارًا في الهكتار، على مساحة إجمالية قدرها 3147 هكتارًا. تُعد بلديات عصفور, البسباس, والذرعان من أبرز المناطق المنتجة للحمضيات في الولاية، حيث تُسهم بشكل كبير في الكميات الموجهة للتسويق المحلي والتصدير.

## البنية التحتية
تتوفر عصفور على شبكة طرقات ريفية ومدرسة ابتدائية ومتوسطة ومركز صحي محلي، إلى جانب بريد ومرافق فلاحية ومخازن للحبوب.